# Station Kerkrade Rolduc (Haanrade)
Station Kerkrade Rolduc (Haanrade) is een voormalig spoorwegstation aan de spoorlijn Sittard - Herzogenrath. Het station werd geopend op 1 mei 1896 en gesloten in 1934. Tussen 15 mei 1949 en 8 oktober 1953 was het station nog tijdelijk geopend. Sinds de definitieve sluiting ligt op de plaats van het voormalige station het emplacement Haanrade, met een aansluiting naar het terrein van APS-E (Army Prepositioned Stocks Eygelshoven) van NAVO.

## Stationsgebouw
Het stationsgebouw lag aan de Haanraderstraat ten zuidoosten van Eygelshoven en het werd gebouwd in 1895. In 1970 werd het gebouw gesloopt.
0: Sittard · 2: Ophoven · 4: 
Geleen Oost · 7:
Spaubeek · 9:
Schinnen · 12:
Nuth · 15:
Hoensbroek · 19:
Heerlen · 20:
Heerlen de Kissel · 22:
Landgraaf · 25:
Eygelshoven Markt · 26:
Kerkrade Rolduc (Haanrade) · 27: Rolduc Lokaal · 29:
Herzogenrath
Beek-Elsloo ·
Blerick · 
Bunde · 
Chevremont · 
Echt ·
Eijsden ·
Eygelshoven ·
-Markt · 
Geleen:
-Lutterade · 
-Oost · 
Heerlen ·
-Woonboulevard ·
Hoensbroek · 
Horst-Sevenum · 
Houthem-Sint Gerlach · 
Kerkrade Centrum ·
Klimmen-Ransdaal · 
Landgraaf · 
Maastricht ·
-Noord · 
-Randwyck · 
Meerssen ·
Mook-Molenhoek ·
Nuth · 
Reuver · 
Roermond ·
Schin op Geul · 
Schinnen · 
Sittard · 
Spaubeek · 
Susteren · 
Swalmen · 
Tegelen · 
Valkenburg · 
Venlo · 
Venray ·
Voerendaal · 
Weert
Voormalige stations: zie de lijst van voormalige spoorwegstations in Limburg (Nederland)